# Pattonomys semivillosus
Pattonomys semivillosus (крапчастий деревний щур) — вид гризунів родини щетинцевих, що зустрічається в північній частині Колумбії і Венесуели, включаючи острів Маргарита. Мешкає в низинних чагарникових лісах у вологих місцевостях біля потоків.

## Поведінка
Веде нічний і деревний спосіб життя. Влаштовує гнізда в порожнинах дерев, харчується фруктами та насінням.

## Загрози та охорона
Здається, що немає серйозних загроз для цього виду. Зустрічається в кількох національних парках.